# Taxonomía de Lemuroidea

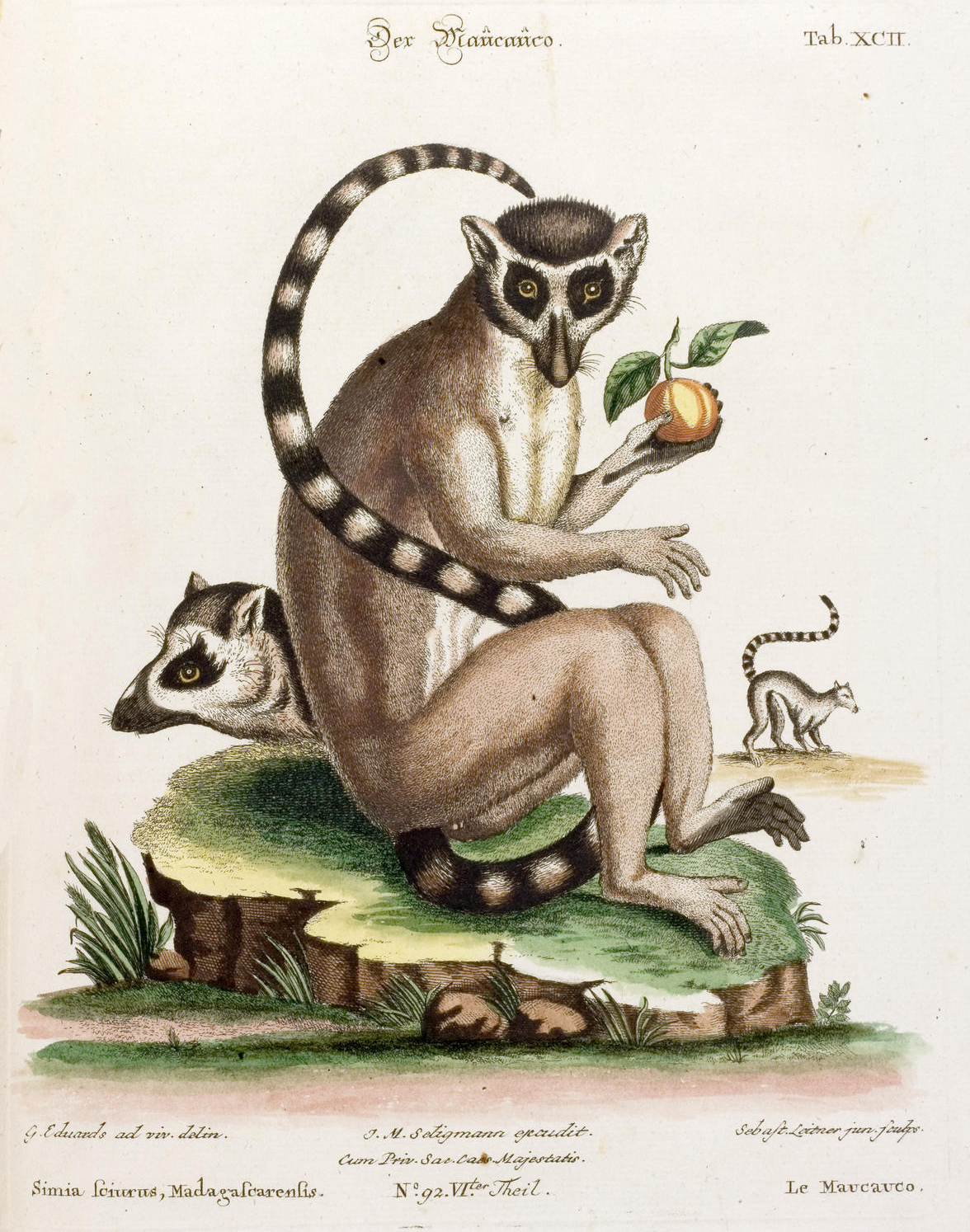
El lémur de cola anillada (Lemur catta) fue uno de los primeros lémures en ser clasificados por Linneo en 1758.

La taxonomía de los lémures (Lemuroidea) se remonta hasta 1758, cuando Carlos Linneo los clasificó por primera vez. Su taxonomía todavía es controvertida en la actualidad, y dependiendo del concepto de especie que se utilice hay entre setenta y cien especies y subespecies reconocidas, . Los lémures han evolucionado de forma independiente en la isla de Madagascar, diversificándose y adaptándose para ocupar muchos nichos ecológicos normalmente ocupados por otros tipos de mamíferos. Incluyen a los primates más pequeños del mundo, y en su día incluían a algunos de los más grandes. Desde la llegada del hombre a la isla hace aproximadamente 2000 años, los lémures han quedado restringidos al 10% de la superficie terrestre de isla, aproximadamente 60 000 km², y muchos se enfrentan a su posible extinción. Los esfuerzos por su conservación han afectado a la taxonomía de los lémures, ya que las especies reciben una mayor atención para su conservación en detrimento de las subespecies.
La relación entre el aye-aye y el resto de los lémures ha tenido un gran impacto en la clasificación de los lémures a nivel taxonómico de familia y superior. El análisis genético de esta relación también ha clarificado la filogenia de estos primates y apoya la hipótesis que su llegada por rafting (dispersión biológica por balsas de vegetación) a Madagascar. A pesar del consenso en su filogenia, su taxonomía todavía está sujeta a debate. A nivel de género, la clasificación ha permanecido relativamente estable desde 1931, aunque desde entonces se han incorporado varios géneros adicionales.
A partir de los años 1990, se produjo un gran incremento del número de especies y subespecies de lémures reconocidas por el descubrimiento de nuevas especies, la elevación de subespecies existentes al estado de especies plenas, y el reconocimiento de nuevas especies entre poblaciones ya conocidas que no eran incluso subespecies. Las especies de lémur actualmente vivas están divididas en cinco familias y quince géneros. Si se incluyen los subfósiles extintos, habría que añadir tres familias, ocho géneros y diecisiete especies a la lista. El reciente incremento del número de especies se debe tanto a la mejora en los análisis genéticos como a un impulso en la conservación con el fin de proteger poblaciones de lémures aisladas y distintas. No toda la comunidad científica apoya estos cambios taxonómicos, y algunos prefieren una estimación en torno a cincuenta especies vivas.

## Antecedentes

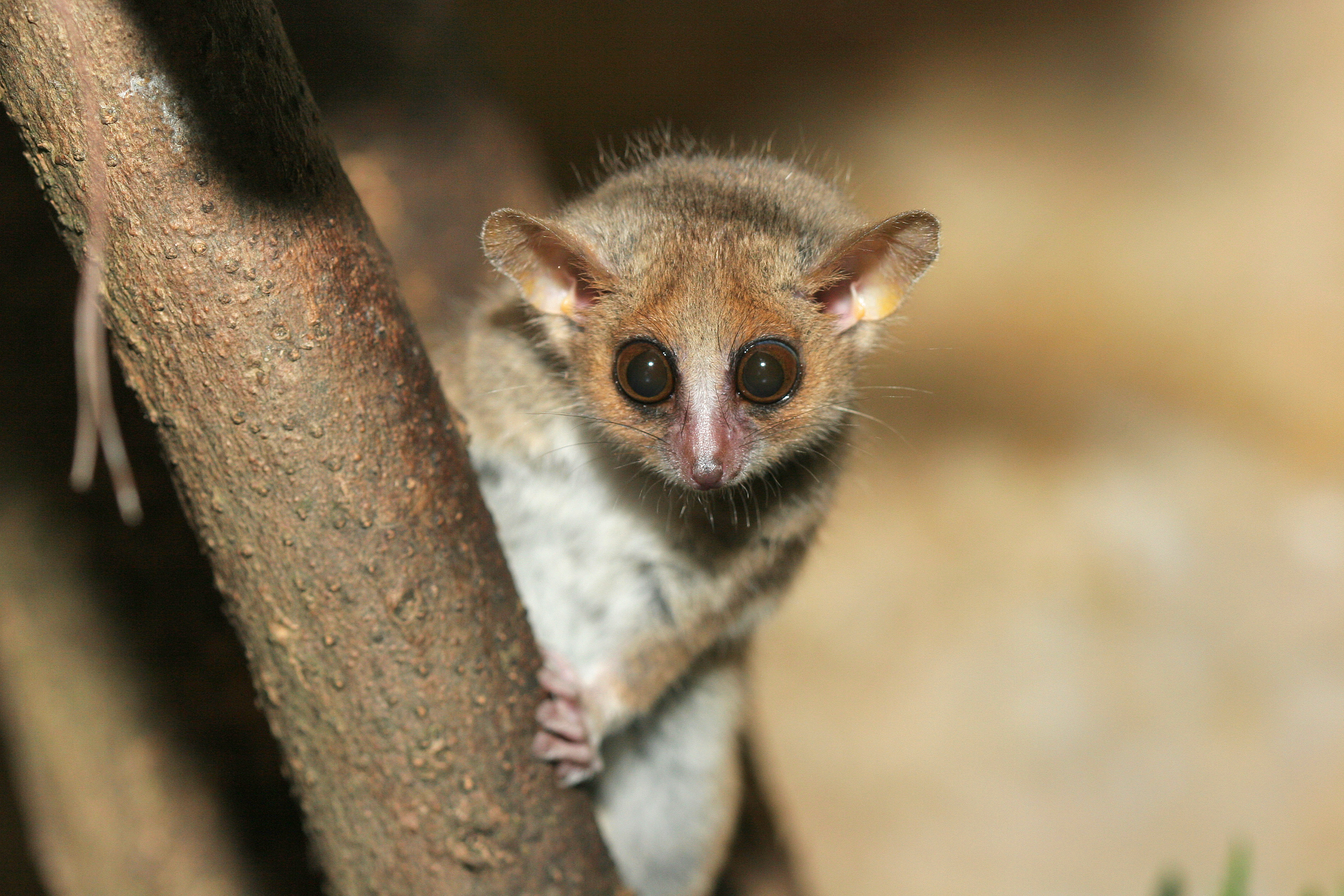
Los lémures ratón son probablemente los primates más pequeños del mundo y uno de los géneros de lémures con más especies.

Desde su llegada a Madagascar, una isla biogeográficamente aislada y sin sus rivales de diversidad, los monos y los simios que se encuentran por todo el resto del mundo, sobre todo si se tienen en cuenta los lémures subfósiles recientemente extinguidos, los lémures se han diversificado tanto en comportamiento como en morfología. Con un tamaño que va desde los 30 g del lémur ratón de Berthe (Microcebus berthae), probablemente el primate más pequeño del mundo, a los 160-200 kg del recientemente extinguido Archaeoindris fontoynonti, el prosimio más grande conocido, los lémures desarrollaron diversas formas de locomoción, distintos niveles de complejidad social, y adaptaciones únicas al clima local. Llenaron muchos nichos generalmente ocupados por monos, ardillas, pájaros carpintero y grandes ungulados de pasto. Además de una enorme diversidad entre familias de lémures, también hubo una gran diversificación entre lémures estrechamente relacionados.
La llegada de los humanos a la isla hace entre 1500 y 2000 años ha tenido una incidencia significativa en estos primates, no sólo en la talla de sus poblaciones, sino también en su diversidad. Debido a la destrucción de su hábitat y la caza, al menos diecisiete especies y ocho géneros se han extinguido y muchas especies están amenazadas. Históricamente, los lémures se extendían a lo largo de toda la isla y habitaban una amplia variedad de hábitats, como bosques secos caducifolios, selvas de tierras bajas, matorrales espinosos, bosques subhúmedos, bosques nubosos de montano y manglares. En la actualidad, su rango colectivo se restringe únicamente al 10% de la isla, unos 60 000 km². La mayor parte de los bosques y lémures restantes se encuentran a lo largo de la periferia de la isla. En la zona central de Madagascar, las Hauts-Plateaux fueron convertidas por los primeros pobladores humanos en arrozales y prados mediante la agricultura de roza y quema, conocida localmente como tavy. Como la erosión fue desgastando el suelo fértil, la incineración y el crecimiento cíclico forestal dejó de producirse, ya que el bosque dejó gradualmente de volver. En 2008, el 41% de todos los taxones existentes de lémures se encontraban amenazados de extinción, y el 42% fue clasificado en la Lista Roja de la UICN como especie con datos insuficientes.

## Visión general de su clasificación taxonómica y filogenética

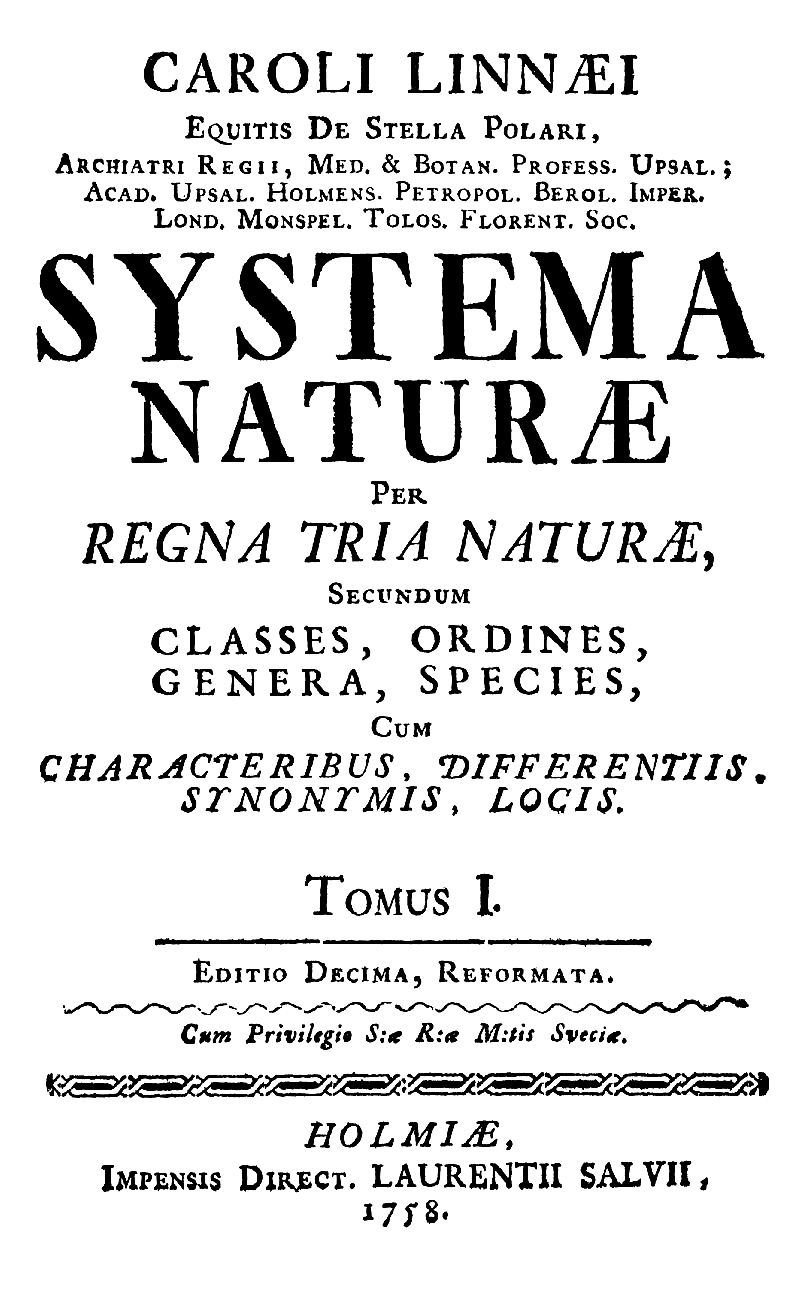
Los lémures fueron clasificados formalmente por primera vez en la 10.ª edición del Systema naturae de Linneo.

En el primer volumen de la 10.ª edición de su Systema naturae (1758), Carlos Linneo, el fundador de la nomenclatura binomial moderna, creó el género Lemur para incluir tres especies: L. tardigradus (el loris esbelto rojo, actualmente Loris tardigradus), L. catta (el lémur de cola anillada) y L. volans (el lémur volador de Filipinas, hoy Cynocephalus volans). Aunque el término «lémur» se aplicara inicialmente a los loris, pronto se asoció a todos los primates endémicos de Madagascar, que han sido conocidos desde entonces como lémures. El nombre proviene del latín lemŭres, espectros o espíritus de la muerte conocidos como larvae o lemures en la mitología romana. 
Según Linneo, eligió ese nombre debido a los hábitos nocturnos y movimientos lentos de los loris esbeltos. Estando familiarizado con los trabajos de Virgilio y Ovidio y sus referencias a la Lemuralia o festival de Lemuria, y viendo una analogía que encajaba en su esquema de nomenclatura, Linneo asignó el término lémur a estos primates nocturnos. Sin embargo, se ha asumido de forma común y errónea que Linneo se refería a los lémures por sus hábitos nocturnos y aspecto fantasmal.
Desde esta primera clasificación se han producido muchos cambios en la taxonomía de los lémures. Dentro del orden Primates, los escandentios (orden Scandentia) se consideraron primates prosimios basales (parientes cercanos de los lémures) hasta los años 1980. Los colugos, a veces denominados incorrectamente «lémures voladores», fueron considerados en su día como primates parecidos a un lémur, pero fueron reclasificados posteriormente como parientes cercanos de los murciélagos, y más recientemente como parientes cercanos de los primates dentro de su propio orden, Dermoptera. Los primates, junto con sus parientes más cercanos, los escandentios, los colugos y los ya extintos Plesiadapiformes, forman el clado no clasificado taxonómicamente Euarchonta dentro del superorden Euarchontoglires. Los lorísidos, algunos de los cuales fueron situados inicialmente en el género Lemur por Linneo, se trasladaron posteriormente a su propio infraorden (Lorisiformes) o a su propia superfamilia (Lorisoidea) dentro de Lemuriformes.
Para la fauna de primates malgaches, la nomenclatura taxonómica proliferó durante los años 1800 con la ayuda de sistemáticos de museos como Albert Günther y John Edward Gray, así como naturalistas y exploradores como Alfred Grandidier. Esta nomenclatura no fue clasificada hasta varias décadas más tarde, cuando el zoólogo alemán Ernst Schwarz la estandarizó en 1931. No fue hasta los años 1990 cuando esta nomenclatura comenzó a ver una nueva oleada de cambios taxonómicos.

## Clasificación supragenérica
A nivel supragenérico (por encima del rango de género), aunque Linneo agrupara inicialmente los primeros «lémures», que clasificó bajo el orden Primates, los lémures y otros primates no humanos fueron separados más tarde de los humanos ubicándolos en el orden Quadrumana por Johann Friedrich Blumenbach en 1775 (a los humanos los situó en el orden Bimana). Esta visión fue sostenida por otros famosos naturalistas y zoólogos de la época, como Étienne Geoffroy Saint-Hilaire (que fue quién colocó por primera vez a los lémures en Strepsirrhini en 1812), Georges Cuvier  e (inicialmente) John Edward Gray. En 1862, William Henry Flower, un anatomista comparado, se manifestó en contra del traslado de los estrepsirrinos de Quadrumana a Insectivora (una agrupación biológica actualmente en desuso), afirmando que su cerebro tenía rasgos de transición entre otros primates y mamíferos «inferiores». En 1863, Thomas Henry Huxley restauró el orden Primates para incluir a los humanos, otros hominoideos, monos, lémures y hasta colugos. Sin embargo, continuó la oposición de muchos especialistas que sostenían que los lémures (o «medio simios») deberían ser colocados en su propio orden. En 1873, el anatomista comparado inglés George Jackson Mivart rebatió estos argumentos y procedió a definir a los primates por una relación de rasgos anatómicos.
Desde el siglo XIX, su clasificación por encima del nivel de género ha experimentado muchos cambios. Los primeros taxónomos propusieron una gran variedad de clasificaciones para los lémures, pero generalmente separaban a los índridos de los demás lémures y situaban al aye-aye (Daubentonia madagascariensis) en un grupo propio; algunos clasificaron a los lémures ratón y enanos con los gálagos. En 1915, William King Gregory publicó una clasificación que permaneció generalmente aceptada durante las siguientes décadas; situó a todos los lémures juntos en unas «series» Lemuriformes y reconoció a tres familias: Daubentoniidae, Indriidae y Lemuridae (incluyendo a las actuales Cheirogaleidae y Lepilemuridae). La influyente clasificación de 1945 de George Gaylord Simpson de los mamíferos colocó a los escadentios y el fósil Anagale (ambos clasificados actualmente fuera de los primates) dentro de Lemuriformes y clasificó a las familias fósiles Plesiadapidae y Adapidae en la superfamilia Lemuroidea con la mayor parte de los lémures.
Aunque actualmente ya no se considere que escadentios, Plesiadapiformes y similares estén estrechamente relacionados con los lémures, persisten los desacuerdos sobre la clasificación de los lémures y grupos relacionados, por lo que hay varias clasificaciones alternativas enfrentadas en la categoría taxonómica de infraorden y superfamilia dentro de Strepsirrhini. En una taxonomía, Lemuriformes incluye a todos los estrepsirrinos vivientes en dos superfamilias, Lemuroidea para todos los lémures y Lorisoidea para los lorisoides (loris y gálagos). A veces a los lorises y los galagos se les separa de los lémures y los ubican en su propio infrorden, Lorisiformes. En la tercera edición (2005) de Mammal Species of the World, Colin Groves propuso otra clasificación; el aye-aye fue situado en su propio infraorden, Chiromyiformes, mientras que ubicó a los lorisoides en Lorisiformes y al resto de los lémures en Lemuriformes.
| 2 infraordenes | 3 infraórdenes | 4 infraórdenes |
| --- | --- | --- |
| - Orden Primates - Suborden Strepsirrhini - Infrorden †Adapiformes - Infraorden Lemuriformes - Superfamilia Lemuroidea - Familia †Archaeolemuridae - Familia Cheirogaleidae - Familia Daubentoniidae - Familia Indriidae - Familia Lemuridae - Familia Lepilemuridae - Familia †Megaladapidae - Familia †Palaeopropithecidae - Superfamilia Lorisoidea - Suborden Haplorrhini | - Orden Primates - Suborden Strepsirrhini - Infrorden †Adapiformes - Infraorden Lemuriformes - Superfamilia Lemuroidea - Familia †Archaeolemuridae - Familia Cheirogaleidae - Familia Daubentoniidae - Familia Indriidae - Familia Lemuridae - Familia Lepilemuridae - Familia †Megaladapidae - Familia †Palaeopropithecidae - Infrorden Lorisiformes - Suborden Haplorrhini | - Orden Primates - Suborden Strepsirrhini - Infrorden †Adapiformes - Infraorden Chiromyiformes - Infraorden Lemuriformes - Superfamilia Cheirogaleoidea - Familia Cheirogaleidae - Superfamilia Lemuroidea - Familia †Archaeolemuridae - Familia Indriidae - Familia Lemuridae - Familia Lepilemuridae - Familia †Megaladapidae - Familia †Palaeopropithecidae - Infraorden Lorisiformes - Suborden Haplorrhini |

La clasificación de algunos taxones ha provocado un debate particular. El más significativo, la ubicación del aye-aye, que ha sido controvertida desde que la ciencia occidental tuvo conocimiento de su existencia en 1782, y ha sido un tema de debate hasta muy recientemente. Argumentando en contra de la teoría de Darwin de la selección natural, Richard Owen afirmó en 1863 que las características distintivas del aye-aye, como sus incisivos de crecimiento continuo o su dedo medio único y muy flexible, tan perfectamente adaptados para su uso en la extracción y búsqueda de alimento que no podían haber evolucionado gradualmente a través de la selección natural. Más recientemente, la ubicación del aye-aye ha planteado problemas a la hipótesis del rafting como medio para la colonización de Madagascar por parte de los primates. Si esta especie no forma un grupo monofilético con el resto de los lémures, entonces habrían tenido que producirse múltiples eventos de colonización para explicar el advenimiento de los lémures en la isla.

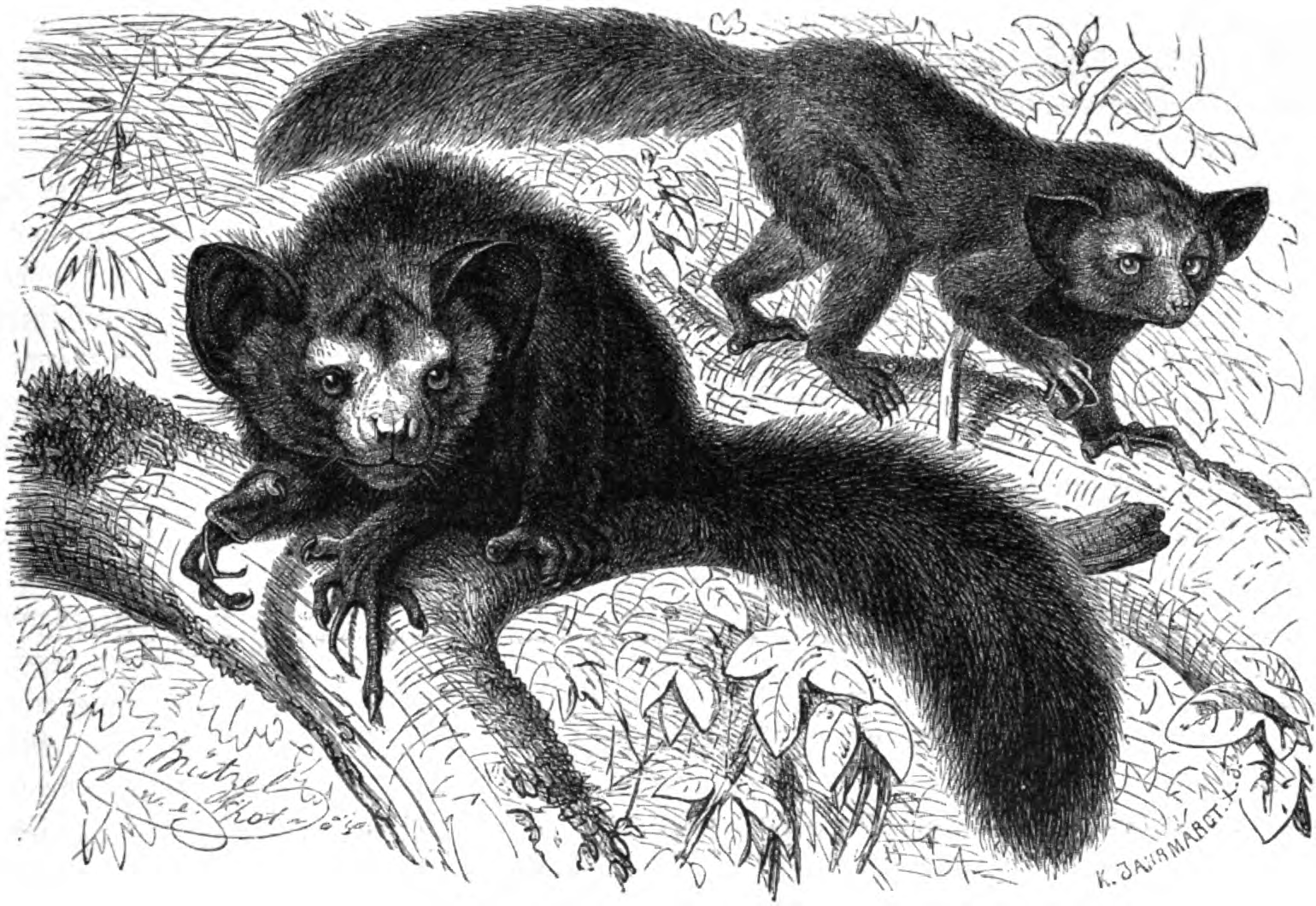
El aye-aye (Daubentonia madagascariensis) ha sido tradicionalmente difícil de clasificar debido a sus rasgos físicos únicos.

Hasta que Owen publicó un completo estudio anatómico en 1866, los primeros naturalistas tenían dudas sobre si el aye-aye (género Daubentonia) era un primate, un roedor o un marsupial. Por ejemplo, a finales del siglo XVIII fue clasificado bajo el género de ardillas Sciurus. Dando prioridad a sus rasgos de primate como su barra postorbital, visión estereoscópica y hallux oponibles, sobre sus dientes con características similares a los de un roedor, Owen demostró su afinidad con otros primates. En 1996, Ankel-Simons demostró que la forma y la disposición de sus diminutos incisivos deciduos indican que este género tiene una ascendencia compartida con el peine dental de los primates. Sin embargo, la ubicación del aye-aye dentro de los primates siguió siendo problemática hasta muy recientemente. Su cariotipo es marcadamente diferente del de sus parientes más cercanos, los loris y los demás lémures, con un número diploide de cromosomas de 2n=30. Basándose en su anatomía, los investigadores encontraron respaldo a clasificar el género Daubentonia como índridos especializados, un grupo hermano de los estrepsirrinos, y un taxón indeterminado dentro de los primates. En 1931, Schwarz clasificó al aye-aye como una rama de Indriidae, afirmando que todos los lémures eran monofiléticos, mientras que Reginald Innes Pocock lo había colocado previamente fuera de los lémures. En aquel mismo año, Anthony y Coupin lo clasificaron bajo el infraorden Chiromyiformes, un grupo hermano de los estrepsirrinos. Colin Groves sostuvo esta clasificación en 2005 porque no estaba del todo convencido sobre si formaba un clado con el resto de los lémures malgaches, a pesar de las pruebas moleculares que habían mostrado que Daubentoniidae era basal a todos los Lemuroidea.
Otra interpretación sobre los orígenes del aye-aye ha puesto en duda a su vez los orígenes de los lémures. El aye-aye y un fósil de primate estrepsirrino de África, Plesiopithecus, muestran semejanzas en la forma del cráneo y la morfología de la mandíbula inferior, que sugieren que éste podría ser un pariente primitivo del aye-aye. Sin embargo, la ubicación de un antepasado del aye-aye en África requeriría colonizaciones múltiples de Madagascar por primates estrepsirrinos. Las pruebas moleculares parece que pueden respaldarlo, ya que muestran que el aye-aye fue el primero en divergir del clado lémur y que las otras familias de lémures no lo hicieron hasta mucho más tarde.
A menudo clasificados con los gálagos por los primeros estudiosos, los quirogaleidos (lémures ratón y lémures enanos) fueron ubicados con los demás lémures en la clasificación de Gregory de 1915 y permanecieron hasta principios de los años 1970, cuando varios antropólogos propusieron que estaban más estrechamente relacionados con los lorisoides, basándose en datos morfológicos. Sin embargo, importantes estudios genéticos colocan de forma unánime a los quirogaleidos dentro del clado Lemuroidea y el mismo Groves, quién había promovido la relación quirogaleidos-lorisoides en una publicación de 1974, hacia 2001 consideró la idea como refutada.
Las clasificaciones de la primera mitad del siglo XX dividieron a los lémures en tres familias: Daubentoniidae, Indriidae y Lemuridae, con inclusión posterior de las actuales Cheirogaleidae y Lepilemuridae. A causa de la inquietud ante la posibilidad de que Lemuridae podría no ser monofilética, la familia fue dividida posteriormente; en 1982 Tattersall separó Cheirogaleidae con los lémures enanos, lémures ratón y sus parientes, y Lepilemuridae para los lémures saltadores y lémures del bambú (incluso el lémur grande del bambú). Esta clasificación todavía se utiliza, salvo que los lémures del bambú se movieron a Lemuridae.
De los años 1970 a los años 1990, hubo propuestas respecto a que los lémures rufos podrían estar relacionados con los índridos o un grupo hermano a Lemuridae e Indriidae y que los lémures del bambú estuvieran relacionados con los lémures saltadores, pero ninguna de estas posibilidades está apoyada por filogenia molecular. Tanto los lémures saltadores como los extintos lémures gigantes (Megaladapidae) carecen de incisivos superiores en su dentición permanente, y en 1981, Groves situó a ambos en la familia Megaladapidae, que él renombró a Lepilemuridae en 2005 por el principio de prioridad del nombre más antiguo. La investigación genética no apoya una relación estrecha entre los lémures saltadores y los lémures gigantes y en cambio coloca a los lémures gigantes como un grupo hermano de Lemuridae; por ello, ahora se colocan los dos en familias separadas (Lepilemuridae para los lémures saltadores y Megaladapidae para los lémures gigantes). Los lémures perezosos (Palaeopropithecidae) y los lémures mono (Archaeolemuridae) fueron clasificados como subfamilias dentro de Indriidae aún en 1982, pero actualmente son reconocidos como familias separadas.
Las relaciones entre las familias de lémures han sido problemáticas y todavía tienen que ser definitivamente resueltas. Existen dos filogenias en disputa basadas en datos genéticos y moleculares. Una metodología (Horvath et ál.) estudia un mayor número genes, pero entre menos especies; esto tiene como consecuencia que Lemuridae sería un grupo hermano a Lepilemuridae, Cheirogaleidae e Indriidae. El otro enfoque (Orlando et ál.) contempla menos genes, pero de más especies de lémur. Usando este método, Lepilemuridae sería el taxón hermano a Lemuridae, Cheirogaleidae e Indriidae. Ambas filogenias concuerdan en que los primates de Madagascar son monofiléticos y que Daubentoniidae (el aye-aye) es basal al clado de los lemuroides, habiéndose separado considerablemente antes que las otras familias. Sin embargo, hay dos problemas que suponen complicaciones para ambos enfoques. En primer lugar, las cuatro familias de lémures vivientes más estrechamente relacionadas divergieron dentro de una estrecha franja de aproximadamente diez millones de años, lo que hace mucho más difícil distinguir las escisiones con las pruebas moleculares. Además, estas familias divergieron de su último ancestro común hace aproximadamente cuarenta y dos millones de años; estas escisiones tan distantes crean mucho ruido  en las técnicas de análisis molecular.

## Clasificación a nivel de género

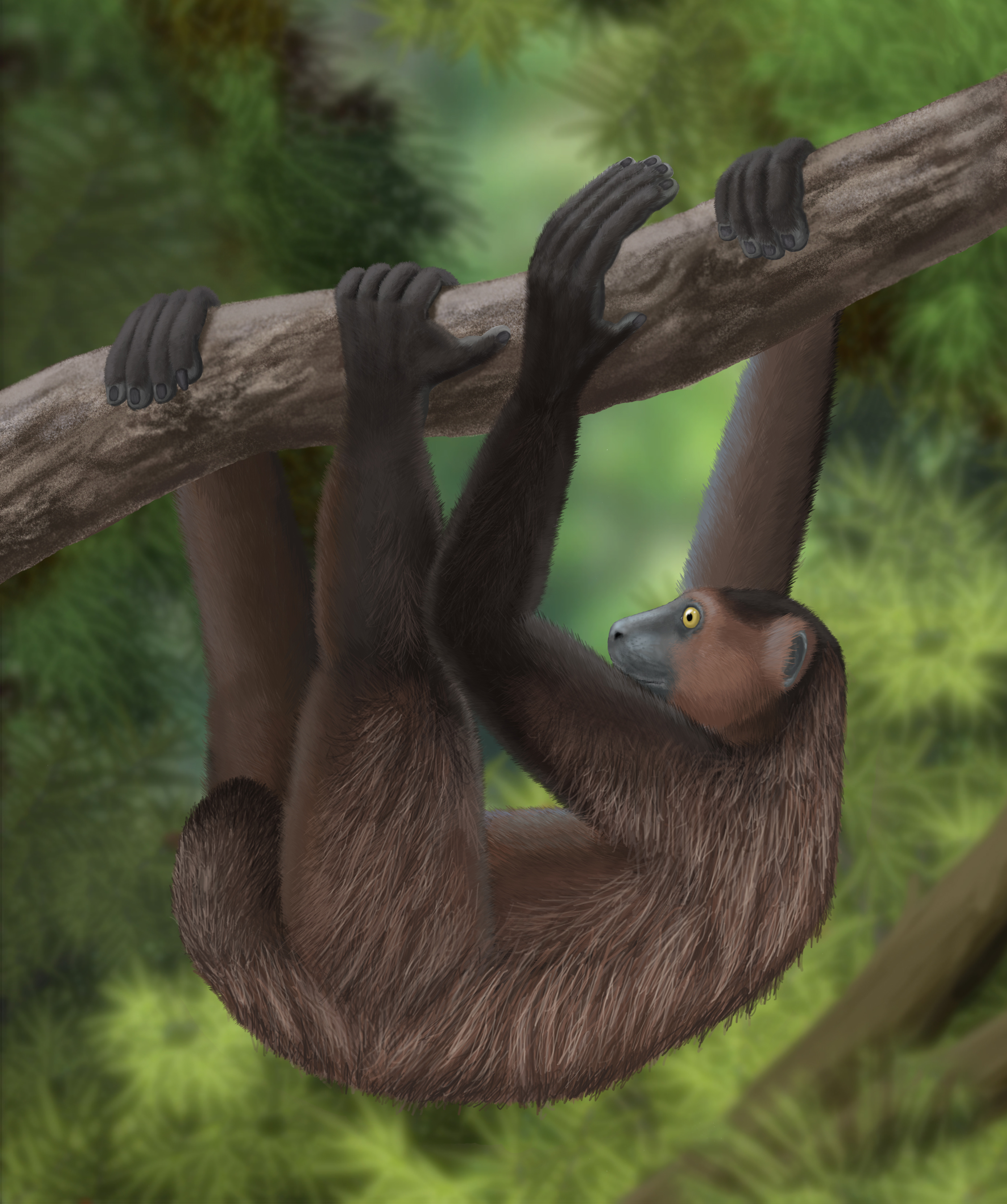
La descripción del extinto Babakotia radofilai en 1990 añadió otro género a la lista de lémures subfósiles.

La distribución inicial de las especies de lémures entre géneros difería en varios aspectos de la taxonomía actual. Por ejemplo, los lémures de orejas ahorquilladas fueron situados inicialmente en Lemur y posteriormente en Microcebus junto a los lémures ratón, antes de ser colocados en su propio género, Phaner, y Charles Immanuel Forsyth Major dividió el grupo de especies Cheirogaleus medius de lémures enanos en un género separado, Opolemur, pero no fue aceptado por el resto de especialistas. La taxonomía de nivel de género fue estabilizada en gran medida por Schwarz en 1931, pero se han aceptado varios cambios posteriores:
- El lémur de cola anillada, los lémures rufos y los lémures marrones fueron agrupados en su día en el género Lemur debido a diversas semejanzas morfológicas entre ellos; por ejemplo, los esqueletos del lémur de cola anillada y de los lémures marrones son casi idénticos.[79] Sin embargo, los lémures rufos fueron reasignados al género Varecia en 1962,[80] y por causa de las semejanzas entre el lémur de cola anillada y los lémures del bambú, en particular por las pruebas moleculares y las semejanzas de las glándulas odoríferas, los lémures marrones fueron trasladados al género Eulemur en 1988.[79][81][82] El género Lemur es en la actualidad monotípico, y contiene solamente al lémur de cola anillada.

- En 2001, Colin Groves concluyó que, a pesar de sus semejanzas, el lémur grande del bambú era suficientemente distinto de los lémures del bambú del género Hapalemur para merecer su propio género monotípico, Prolemur,[83][84] en contraste con el desacuerdo de Schwarz de 1931 con la decisión de Pocock de separar Prolemur de Hapalemur.[85]

- Situado originalmente en el género Microcebus (lémures ratón), los lémures ratón gigantes fueron movidos en 1985 a su propio género, Mirza, debido a su mayor tamaño, características dentales, y otras diferencias morfológicas y de comportamiento.[86][87]

- El lémur enano de orejas peludas fue ubicado inicialmente en el género Cheirogaleus (lémures enanos) en 1875, y se comprobó posteriormente que tenía afinidades más próximas con Microcebus. Sin embargo, su dentición y estructura craneal se consideraron lo suficientemente distintas como para justificar la elevación a su propio género, Allocebus.[86][88]

- El paleontólogo francés Charles Lamberton propuso en 1948 un nuevo subgénero para los lémures rufos gigantes, Pachylemur, que habían sido colocados en el género Lemur. Desde los años 1960, se han considerado como su propio género separado, aunque las dos especies extintas de lémures rufos gigantes se hayan agrupado en ocasiones bajo Varecia junto a sus parientes más cercanos.[89]

- En 1990 se describió un nuevo género de lémures perezosos, Babakotia.[90]

## Clasificación a nivel de especie
Existen grandes desacuerdos sobre algunos aspectos de la taxonomía de los lémures a nivel de especie, en particular sobre el reciente incremento del número de especies reconocidas. Según Russell Mittermeier, presidente de Conservation International (CI), el taxónomo Colin Groves, y otros expertos, actualmente existen ciento una especies o subespecies de lémures reconocidas, divididas en cinco familias y quince géneros. Por en contrario, otros expertos en la clasificación de campo ven esta situación como un posible ejemplo de «inflación taxonómica», y prefieren en su lugar una clasificación con unas cincuenta especies. Sin embargo existe un amplio consenso sobre que los lémures subfósiles recientemente extinguidos deben estar clasificados en tres familias, ocho géneros y diecisiete especies.

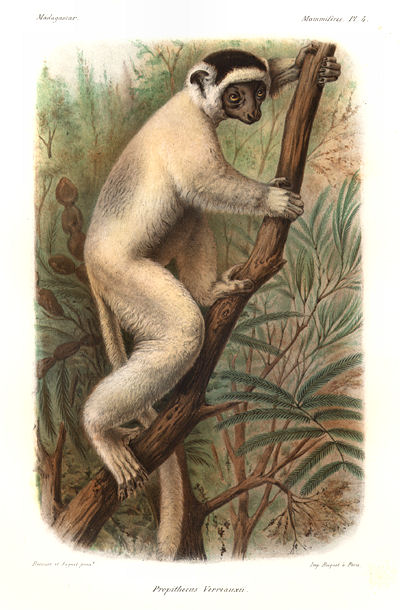
Muchas subespecies han sido promovidas al estatus de especie, como en el caso de las nueve especies en que se dividió el género Propithecus.

Según algunos expertos, desde principios de los años 1990 el número de especies reconocidas se ha más que triplicado. En 1994, en la primera edición de Lemurs of Madagascar, la guía de campo de Conservation International, se relacionaban 32 especies distintas, y en la segunda edición, publicada en 2006, se describían 68 especies. En diciembre de 2008, Russell Mittermeier, Colin Groves y otros expertos, corredactaron un artículo en la Revista Internacional de Primatología en el que se clasificaban 99 especies y subespecies. A finales de 2010, la tercera edición de Lemurs of Madagascar incluía una lista de 101 taxones. El número de especies de lémur probablemente seguirá creciendo en los próximos años, ya que continúan desarrollándose trabajos de campo y estudios citogenéticos y de genética molecular, en particular en especies crípticas, como los lémures ratón, que no pueden diferenciarse visualmente.
El triplicar el número de especies en menos de dos décadas no ha tenido un apoyo unánime entre especialistas en lémures y taxónomos, y en muchos casos las clasificaciones dependen en gran medida del concepto de especie que se utilice. Debido al estado de conservación crítico en el que se encuentran las poblaciones de la mayor parte de los primates malgaches, los taxónomos y los ecologistas han favorecido en ocasiones la división en especies separadas con el fin de desarrollar una estrategia eficaz para la conservación de la diversidad de los lémures. Esto significaría de forma implícita que el estatus de especie plena ayudará a mantener la distinción genética de las poblaciones, aumentando la protección del medio ambiente.
La primera gran oleada de nuevas descripciones de especies de lémures se produjo en el año 2000, cuando Colin Groves dividió dos especies del lémur enano (género Cheirogaleus) en siete, y Rodin Rasoloarison y sus colaboradores reconocieron siete especies de lémures ratón en Madagascar occidental. En 2001, Colin Groves elevó al lémur rufo rojo (Varecia rubra), a cinco subespecies de lémures marrones (Eulemur albifrons, E. albocollaris, E. collaris, E. rufus y E. sanfordi), y a cuatro subespecies de sifacas (Propithecus coquereli, P. deckenii, P. edwardsi y P. perrieri) al estatus de especies plenas. Posteriormente se realizaron elevaciones adicionales del resto de subespecies de los géneros Eulemur y Propithecus. Estos cambios taxonómicos y otros posteriores se debieron en gran medida debido a un cambio en el concepto filogenético de especie utilizado, y no son universalmente respaldados.
La mayor parte de este enorme aumento en el número de especies (en términos absolutos) se ha producido en los géneros Microcebus y Lepilemur. En 2006 fueron descritas quince nuevas especies de Lepilemur, tres de ellas en febrero, una en junio, y once en septiembre. Desde entonces se han descrito tres más, una de las cuales resultó ser idéntica a otra especie anteriormente descrita. Diferencias genéticas y morfológicas parece que sugieren que son especies crípticas, pero todavía se debate si éstas merecen el estatus de especies plenas o deberían ser consideradas como subespecies de especies identificadas con anterioridad.

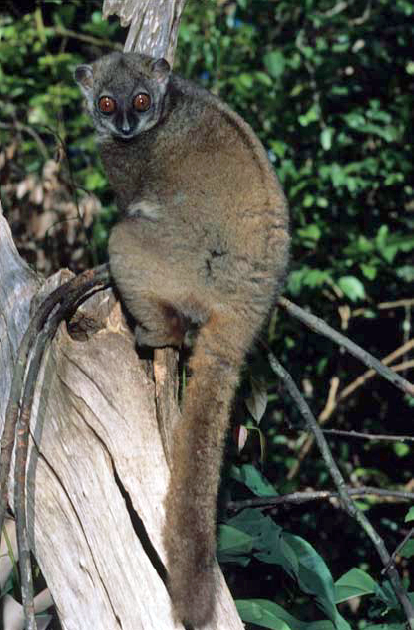
El lémur saltador de Sahamalaza (Lepilemur sahamalazensis) fue una de muchas nuevas especies de lémur saltador identificadas en los años 2000.

Tanto los lémures marrones como los lémures ratón estaban divididos inicialmente en un pequeño número de especies, bien sin subespecies distinguibles (en el caso de los lémures ratón) o con algunas subespecies distinguibles (en el caso de los lémures marrones). A la vista de las investigaciones moleculares que sugiere una división más distante entre ambos géneros, estas subespecies o poblaciones indiscriminables han sido promovidas al estatus de especie.
En el caso de los lémures ratón, el incremento en el número de especies ha sido solo ligeramente menos repentino y dramático. Clasificado como una especie por Ernst Schwarz en 1931 (excluyendo una, el lémur ratón gigante de Coquerel, que ya no está clasificado en Microcebus), el género fue revisado para contener dos especies, el lémur naranja (Microcebus murinus) y el lémur ratón marrón (M. rufus), después de que un extenso estudio de campo en 1972 mostró que ambas vivían en simpatría en el sudeste de Madagascar. Por entonces, el lémur naranja era conocido en las partes más secas del norte, oeste y sur, mientras el lémur ratón marrón habitaba las regiones de selva tropical húmeda del este de la isla. Sin embargo, ahora sabemos que la diversidad y distribución de especies son considerablemente más complejas. Revisiones realizadas a lo largo de los años 1990 y los años 2000 identificaron numerosas nuevas especies a través de pruebas genéticas utilizando genoma mitocondrial, demostrando que el género está representado por múltiples especies crípticas. Muchas, pero no todas estas especies definidas han sido apoyadas por pruebas de genoma mitocondrial.
Todavía existe cierta preocupación de que se estén identificando especies de forma prematura. Ian Tattersall, antropólogo que reconoció cuarenta y dos especies de lémur en 1982, ha expresado su inquietud respecto a que la variedad geográficamente organizada en poblaciones de lémures está siendo reconocida con el estatus de especie plena mientras que el número de subespecies prácticamente ha desaparecido. Tattersall ha sostenido que los taxónomos están confundiendo diferenciación con especiación, dos procesos que a menudo no tienen relación, mientras que niegan el papel de la microevolución en los procesos evolutivos. No obstante, otros investigadores que enfatizan el marco del «concepto de linaje general de especies» afirman que la divergencia de linaje o la diferenciación demarcan el principio de una nueva especie.
Las nuevas especies han sido identificadas debido a diferencias en su morfología, cariotipos, secuenciación de citocromo b y otras pruebas genéticas, así como varias combinaciones de estas pruebas. Cuando se ensayó con el ADN nuclear (ADNn) junto con el ADN mitocondrial (ADNmt) en lémures ratón, unas especies, como Microcebus mamiratra, se demostró que eran indistinguibles de otras especies estrechamente relacionadas. En estos casos el ADNn no varió, pero el ADNmt que se había utilizado para definirlo como especie era distinto. Las diferencias en los resultados entre el ADNn, que se hereda de ambos padres, y el ADNmt, que se hereda de la madre, se atribuyeron a la filopatría femenina, comportamiento en el que las hembras permanecen dentro o cerca del área vital en el que nacieron, mientras que los machos se dispersan. Ya que la población aislada conocida como Microcebus mamiratra tiene un ADNmt distinto, pero no un ADNn, probablemente contendrán a una población que desciende de un grupo relacionado de hembras, pero que se dispersa y se cruza con poblaciones cercanas.
Tradicionalmente se ha considerado el estudio cariotípico a la hora de determinar el estatus de especie. Por ejemplo, en 2006 se nombraron tres nuevas especies de lémur saltador basándose en parte en cariotipos. De los lémures estudiados hasta ahora, el número diploide de cromosomas varía entre 2n=20 y 2n=66. En el caso de los lémures marrones, el número diploide se extiende de 2n=44 a 2n=60 mientras el rango de cromosomas individuales varía bastante, a pesar de existir grandes semejanzas en la morfología.
En ocasiones las distinciones se hacen en función de pequeñas diferencias en la coloración del pelaje. Sin embargo, tres tipos de lémur ratón con un pelamen de color claramente distintivo fueron descubiertos en un estudio de varios años realizado en la Reserva Especial de Beza Mahafaly al sur de Madagascar, pero en lugar de confirmarlas como especies distintas, las pruebas de ADN revelaron que todos ellos pertenecían a una única especie, el lémur ratón gris rojizo (Microcebus griseorufus). Por ello, son necesarias nuevas investigaciones para confirmar o negar algunas divisiones recientes de especies. Sólo mediante estudios detallados de su morfología, ecología, comportamiento y genética puede determinarse el verdadero número de especies de lémur.
|              | 1931 Schwarz | 1931 Schwarz | 1982 Tattersall | 1982 Tattersall | 1994 Mittermeier et ál. | 1994 Mittermeier et ál. | 2005 Groves | 2005 Groves | 2006 Mittermeier et ál. | 2006 Mittermeier et ál. | 2010 Mittermeier et ál. | 2010 Mittermeier et ál. |
| géneros      | spp.         | sspp.        | spp.            | sspp.           | spp.                    | sspp.                   | spp.        | sspp.       | spp.                    | sspp.                   | spp.                    | sspp.                   |
| ------------ | ------------ | ------------ | --------------- | --------------- | ----------------------- | ----------------------- | ----------- | ----------- | ----------------------- | ----------------------- | ----------------------- | ----------------------- |
| Allocebus    | -            | -            | 1               | 0               | 1                       | 0                       | 1           | 0           | 1                       | 0                       | 1                       | 0                       |
| Avahi        | 1            | 2            | 1               | 2               | 2                       | 0                       | 3           | 0           | 4                       | 0                       | 9                       | 0                       |
| Cheirogaleus | 3            | 4            | 2               | 0               | 2                       | 0                       | 7           | 0           | 7                       | 0                       | 5                       | 0                       |
| Daubentonia  | 1            | 0            | 1               | 0               | 1                       | 0                       | 1           | 0           | 1                       | 0                       | 1                       | 0                       |
| Eulemur      | -            | -            | -               | -               | 5                       | 8                       | 11          | 2           | 10                      | 2                       | 12                      | 0                       |
| Hapalemur    | 2            | 2            | 2               | 3               | 3                       | 3                       | 4           | 2           | 5                       | 0                       | 5                       | 3                       |
| Indri        | 1            | 0            | 1               | 0               | 1                       | 0                       | 1           | 2           | 1                       | 0                       | 1                       | 0                       |
| Lemur        | 6            | 7            | 4               | 7               | 1                       | 0                       | 1           | 0           | 1                       | 0                       | 1                       | 0                       |
| Lepilemur    | 2            | 0            | 1               | 6               | 7                       | 0                       | 8           | 0           | 8                       | 0                       | 26                      | 0                       |
| Microcebus   | 2            | 2            | 2               | 0               | 3                       | 0                       | 8           | 0           | 12                      | 0                       | 18                      | 0                       |
| Mirza        | -            | -            | 1               | 0               | 1                       | 0                       | 1           | 0           | 2                       | 0                       | 2                       | 0                       |
| Phaner       | 1            | 0            | 1               | 0               | 1                       | 4                       | 4           | 0           | 4                       | 0                       | 4                       | 0                       |
| Prolemur     | -            | -            | -               | -               | -                       | -                       | 1           | 0           | 1                       | 0                       | 1                       | 0                       |
| Propithecus  | 2            | 9            | 2               | 9               | 3                       | 8                       | 7           | 4           | 9                       | 0                       | 9                       | 0                       |
| Varecia      | -            | -            | 1               | 2               | 1                       | 2                       | 1           | 4           | 2                       | 3                       | 2                       | 3                       |
| Totales      | 21           | 26           | 20              | 29              | 32                      | 25                      | 59          | 14          | 68                      | 5                       | 97                      | 6                       |
| Totales      | 38           | 38           | 42              | 42              | 50                      | 50                      | 67          | 67          | 71                      | 71                      | 101                     | 101                     |